# Derostenus leucopus
Derostenus leucopus är en stekelart som beskrevs av William Harris Ashmead 1888. Derostenus leucopus ingår i släktet Derostenus och familjen finglanssteklar. Inga underarter finns listade i Catalogue of Life.